# Roméo Mivekannin
Roméo Mivekannin, né à Bouaké (Côte d'Ivoire) en 1986, est un artiste peintre et écrivain béninois.
Il étudie la place des Noirs dans leur histoire et du corps noir dans l'histoire de l'art et l'iconographie occidentales.

## Biographie
Roméo Mivekannin naît à Bouaké, en Côte d'Ivoire, en 1986. Il est arrière-petit-fils de Behanzin, le dernier Royaume du Dahomey.
À l'âge de 17 ans, il part en France étudier l'ébénisterie, l'architecture et histoire de l'art, et intègre l'École nationale supérieure d'architecture de Toulouse, où il est le seul Noir de l'internat et dont il sort diplômé en 2015. Il est depuis 2017 doctorant en architecture à l'École nationale supérieure d'architecture de Montpellier, sous la direction de Frédérique Villemur.
En parallèle de ses études, Mivekannin expérimente divers supports et construit sa propre démarche artistique. Il étudie la place des Noirs dans leur histoire — fortement marquée par l'esclavage et la colonisation — et du corps noir dans l'histoire de l'art et l'iconographie occidentales,.
Il se fait remarquer dès 2020 lors de l'exposition de ces travaux à Paris (avec « Peaux noires, masques blancs » à la Galerie Eric Dupont) et à Abidjan (avec « Les âmes du peuple noir », à la Galerie Cécile Fakhoury),,,, puis en janvier 2021 avec sa participation à la première Foire 1-54 de Christie's à Paris.

## Œuvre
Dans son œuvre, Roméo Mivekannin étudie la place des Noirs dans leur histoire — fortement marquée par l'esclavage et la colonisation — et du corps noir dans l'histoire de l'art et l'iconographie occidentales,. Les tableaux sont constitués de draps usagés, de batiks traditionnels ou de toiles de jute trempés dans des mixtures et des épices avant d'être assemblés entre eux ; l'artiste inclut la pratique vaudou. Il peint ensuite à l'acrylique des compositions très contrastées, en s'inspirant d'œuvres occidentales comme les sujets de vente d'esclave de Jean-Léon Gérôme et Olympia d'Édouard Manet ou les photographies d'archives des monarchies coloniales du XIXe siècle. Il étudie dans ces œuvres la représentation des Noirs selon l'œil biaisé de l'Occidental, qui ne fait la représentation des Noirs que dans le contexte de la colonisation et de l'esclavage,. Il inclut cette démarche dans une interprétation contemporaine en incluant son visage et son corps sur ses figures,,. L'artiste explique sa démarche ainsi :

« C’est politique parce que cela parle de la construction de mon corps par rapport à l’altérité. Un corps soumis, terrorisé, stéréotypé, marchand, dominé, parce que l’asservissement est passé par là. Je me disais comment vivre avec ce corps, qui automatiquement renvoie une image qui n’est pas la mienne ? Comment vivre encore en sachant que l’être que vous êtes ne correspond pas à l’image que vous donnez, que vous renvoyez, représentez ? Comment vivre avec ce corps qui n’est pas moi? »

## Expositions notables

### Expositions individuelles
- « Peaux noires, masques blancs », Paris, France : Galerie Eric Dupont, 2020[15],[16],[9].
- « Les âmes du peuple noir », Abidjan, Côte d'Ivoire : Galerie Cécile Fakhoury, 2020[17],[2],[18],[10].
- « Hosties noires », Dakar, Sénégal : Galerie Cécile Fakhoury, 2021[19]

### Expositions collectives
- Biennale de Dakar en 2020[1].
- Foire Art Paris 2020[3].
- Foire 1-54 Paris chez Christie's[13],[20].

## Publications
- La malédiction des Orishas (Nîmes : les Indés, 2018), roman[15],[21].